# Pane e tulipani: på flykt till kärleken
Pane e tulipani: på flykt till kärleken (italienska: Pane e tulipani) är en italiensk-schweizisk romantisk komedi från 2000 i regi av Silvio Soldini.

## Utmärkelser
Filmen vann David di Donatello för bästa film 2000.

## Roller (urval)
- Licia Maglietta – Rosalba Barletta
- Bruno Ganz – Fernando Girasole
- Giuseppe Battiston – Costantino Caponangeli
- Antonio Catania – Mimmo, Rosalbas make
- Marina Massironi – Grazia Reginella
- Felice Andreasi – Fermo